# KC Ball
KC Ball (* 26. Juni 1975 in Mission, British Columbia) ist ein neuseeländisch-kanadischer Eishockeyspieler, der seit 2005 beim Botany Swarm in der New Zealand Ice Hockey League spielt.

## Karriere
KC Ball wuchs in British Columbia an der kanadischen Westküste auf und spielte als Jugendlicher in unterklassigen kanadischen Nachwuchsteams. Nach seinem Studienabschluss verließ er Kanada und zog unter anderem nach London, wo er seine Ehefrau kennenlernte, mit der er 2004 in deren neuseeländische Heimat zog.
Als 2005 die New Zealand Ice Hockey League gegründet wurde, schloss er sich dem South Auckland Swarm an. Für den Klub, der sich seit 2007 Botany Swarm nennt, spielt er seither ununterbrochen. 2007, 2008, 2010 und 2011 wurde er mit dem Klub neuseeländischer Meister. Nach Andrew Hay ist er erst der zweite Spieler des Schwarms, der die Marke von 150 Ligaspielen überschritt. Von 2009 bis 2012 war er neben seiner Spielerkarriere auch Assistenzcoach seines Teams.

### International
Für Neuseeland nahm Ball an den Weltmeisterschaften 2008 in der Division II und 2009 in der Division III teil. Anschließend beendete er seine internationale Karriere aus familiären Gründen.

## Erfolge und Auszeichnungen
- 2007 Neuseeländischer Meister mit dem Botany Swarm
- 2008 Neuseeländischer Meister mit dem Botany Swarm
- 2009 Aufstieg in die Division II bei der Weltmeisterschaft der Division III
- 2010 Neuseeländischer Meister mit dem Botany Swarm
- 2011 Neuseeländischer Meister mit dem Botany Swarm

## NZIHL-Statistik
(Stand: Ende der Saison 2017)